# Anaricàdids

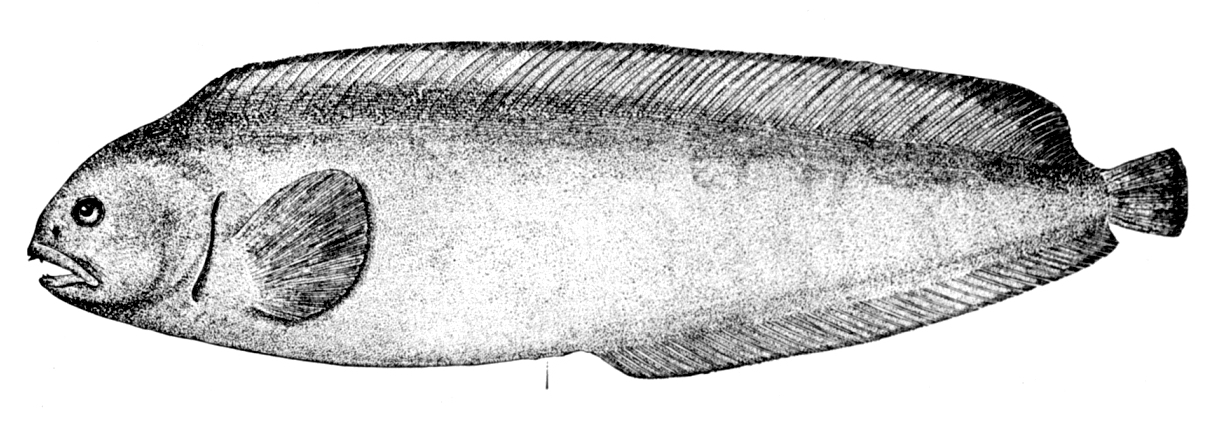
Anarhichas denticulatus (il·lustració del 1896)

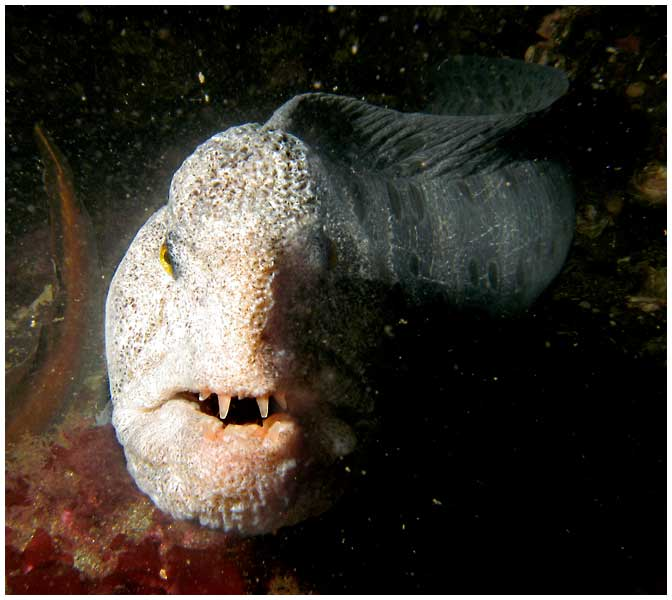
Anarrhichthys ocellatus

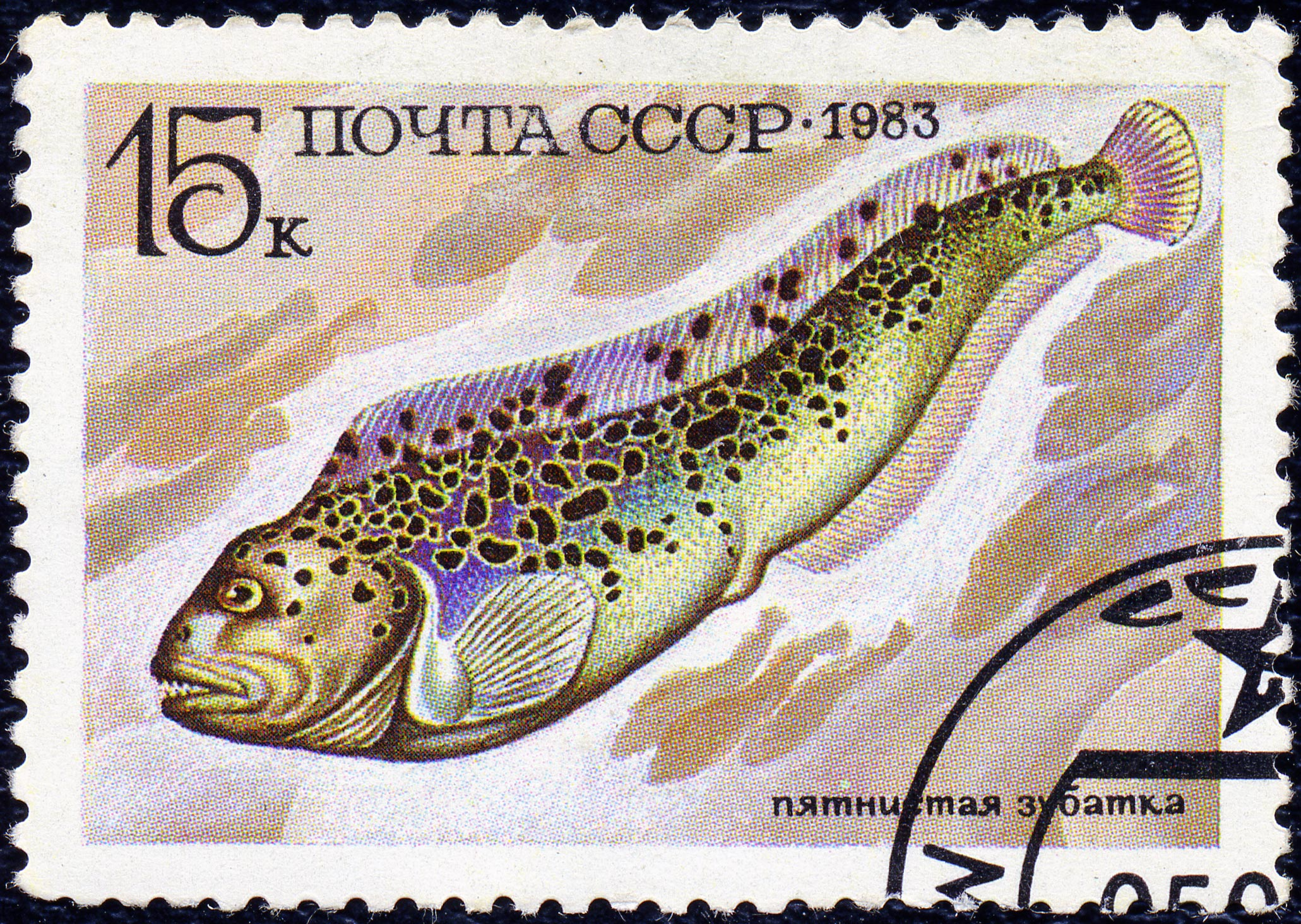
Segell de la Unió Soviètica de l'any 1983

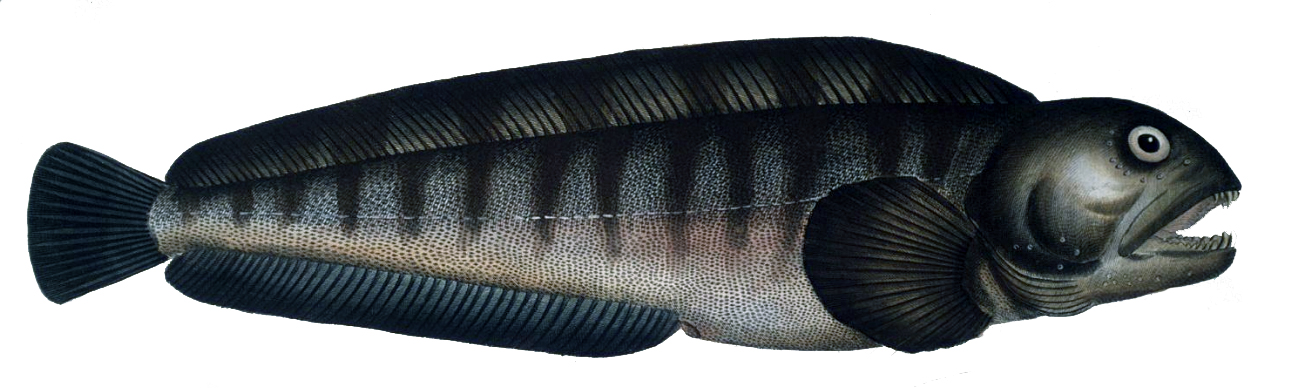
Anarhichas lupus (circa 1795-1797)

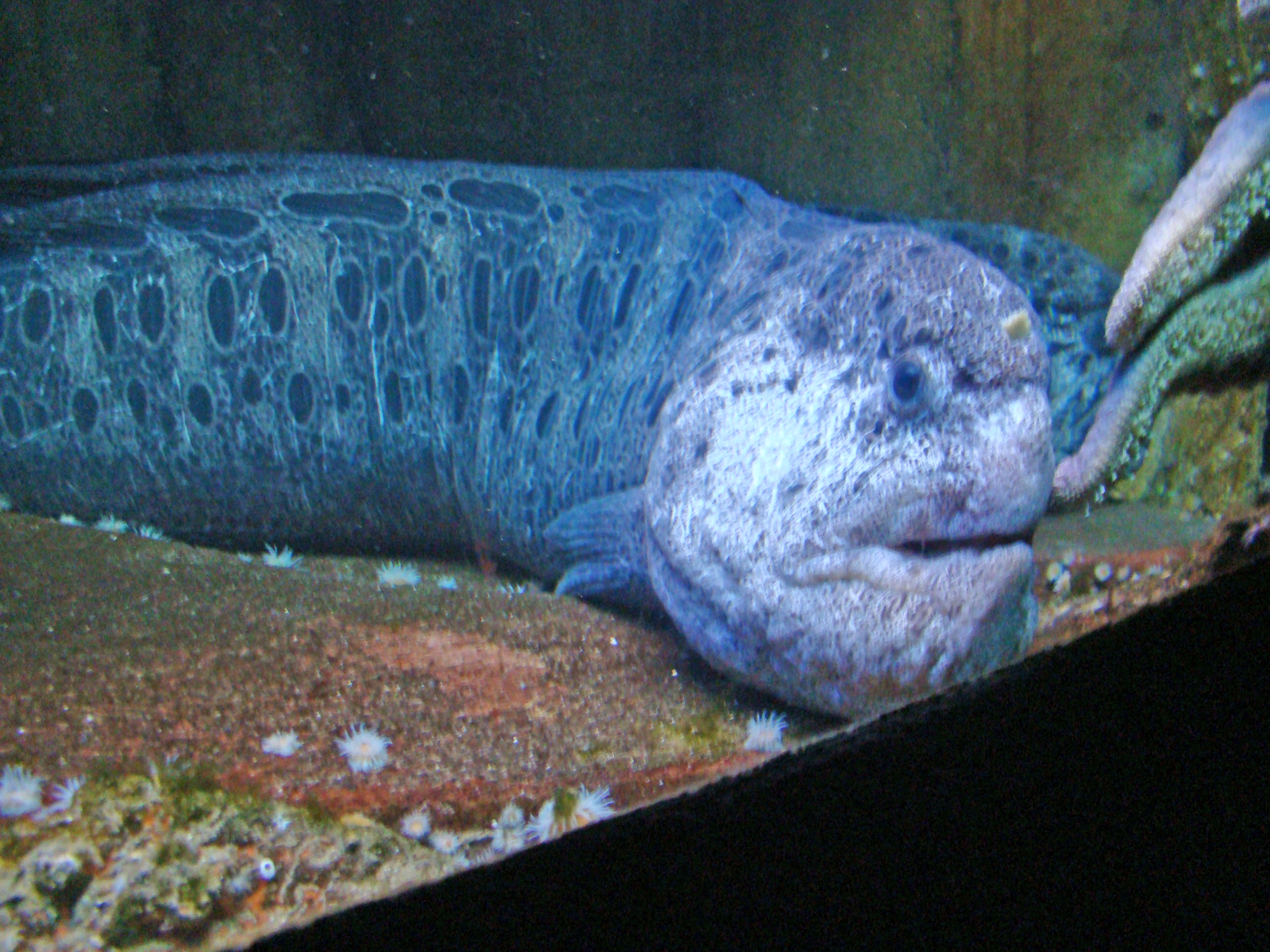
Anarrhichthys ocellatus

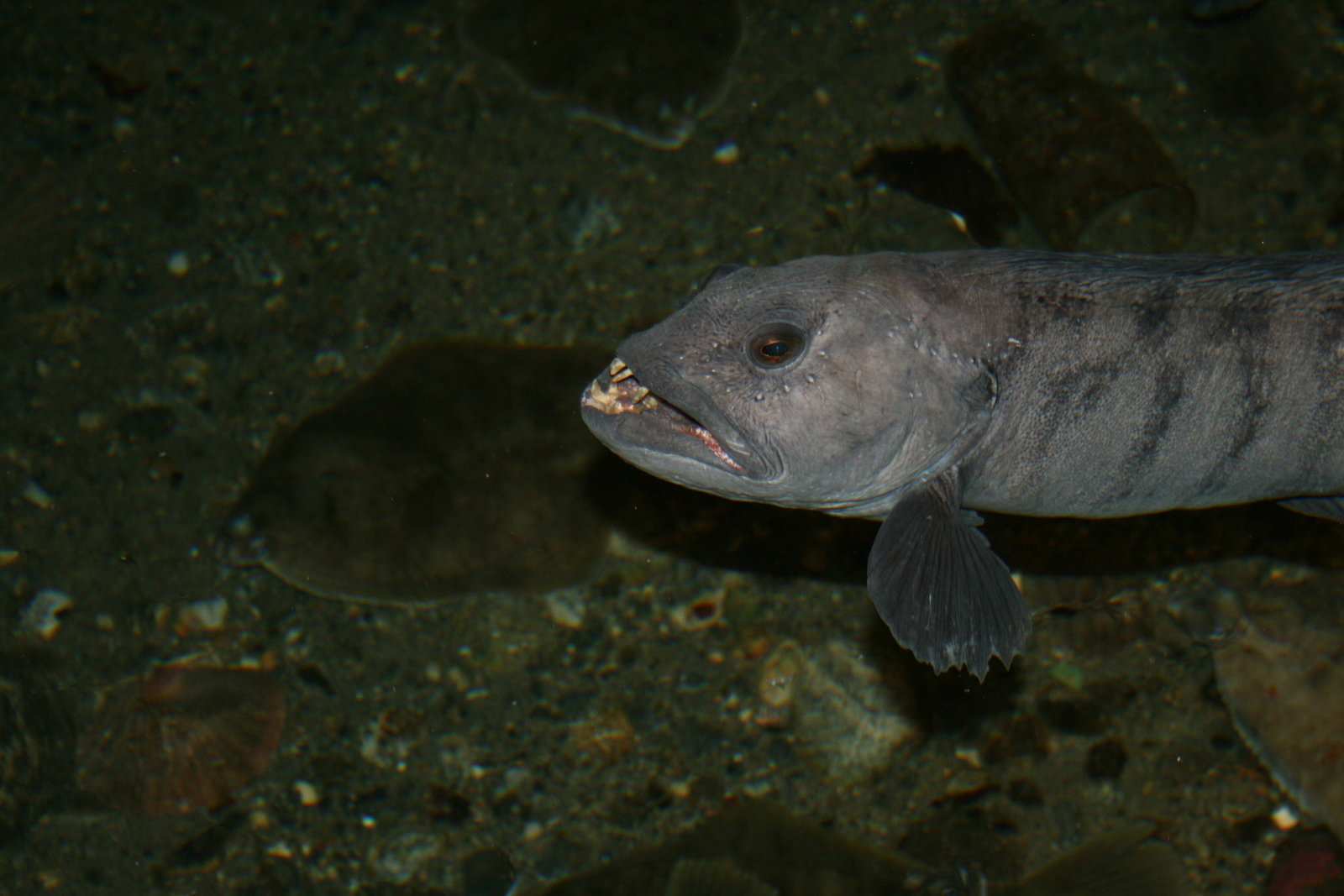
Anarhichas sp.

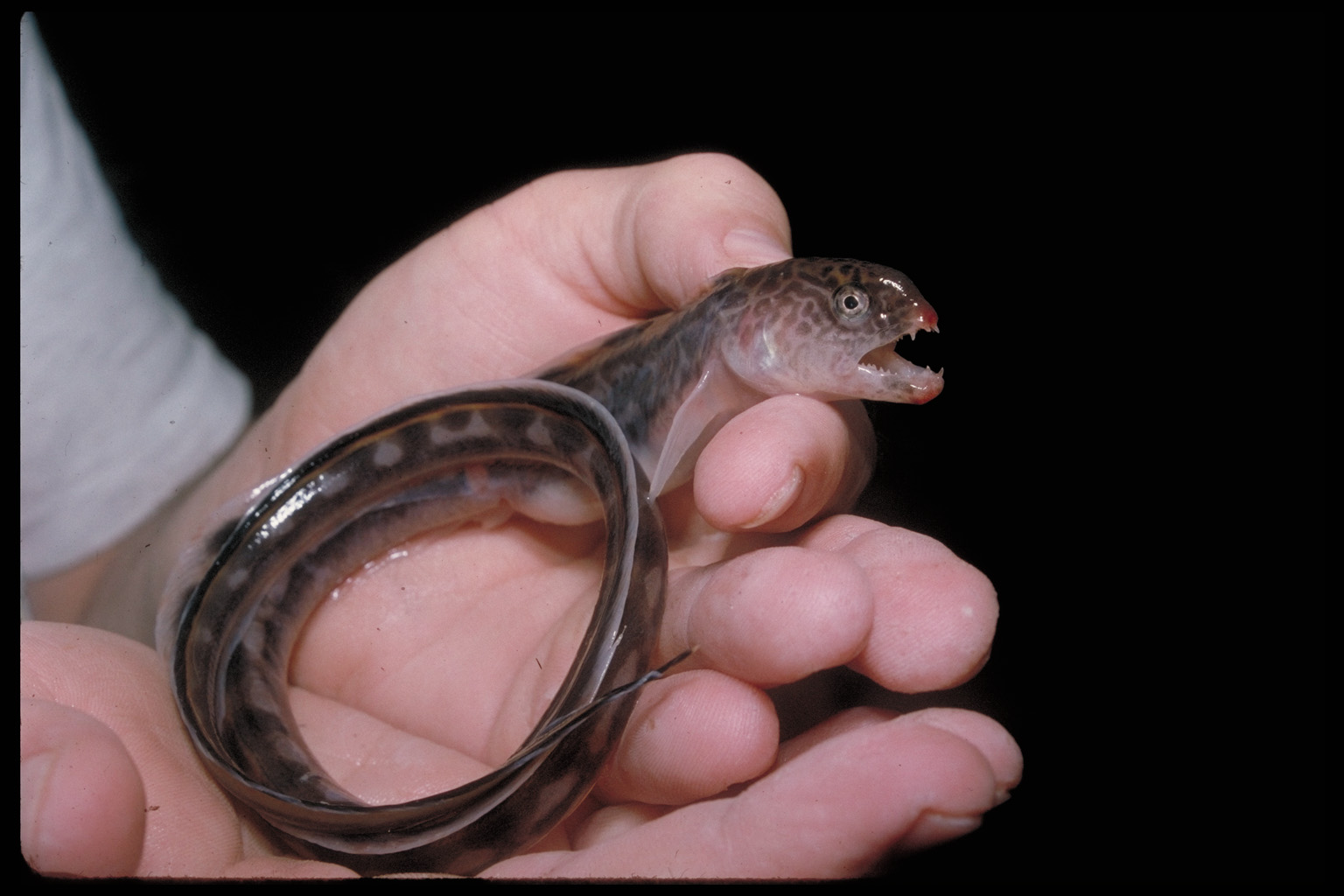
Exemplar juvenil dAnarrhichthys ocellatus)

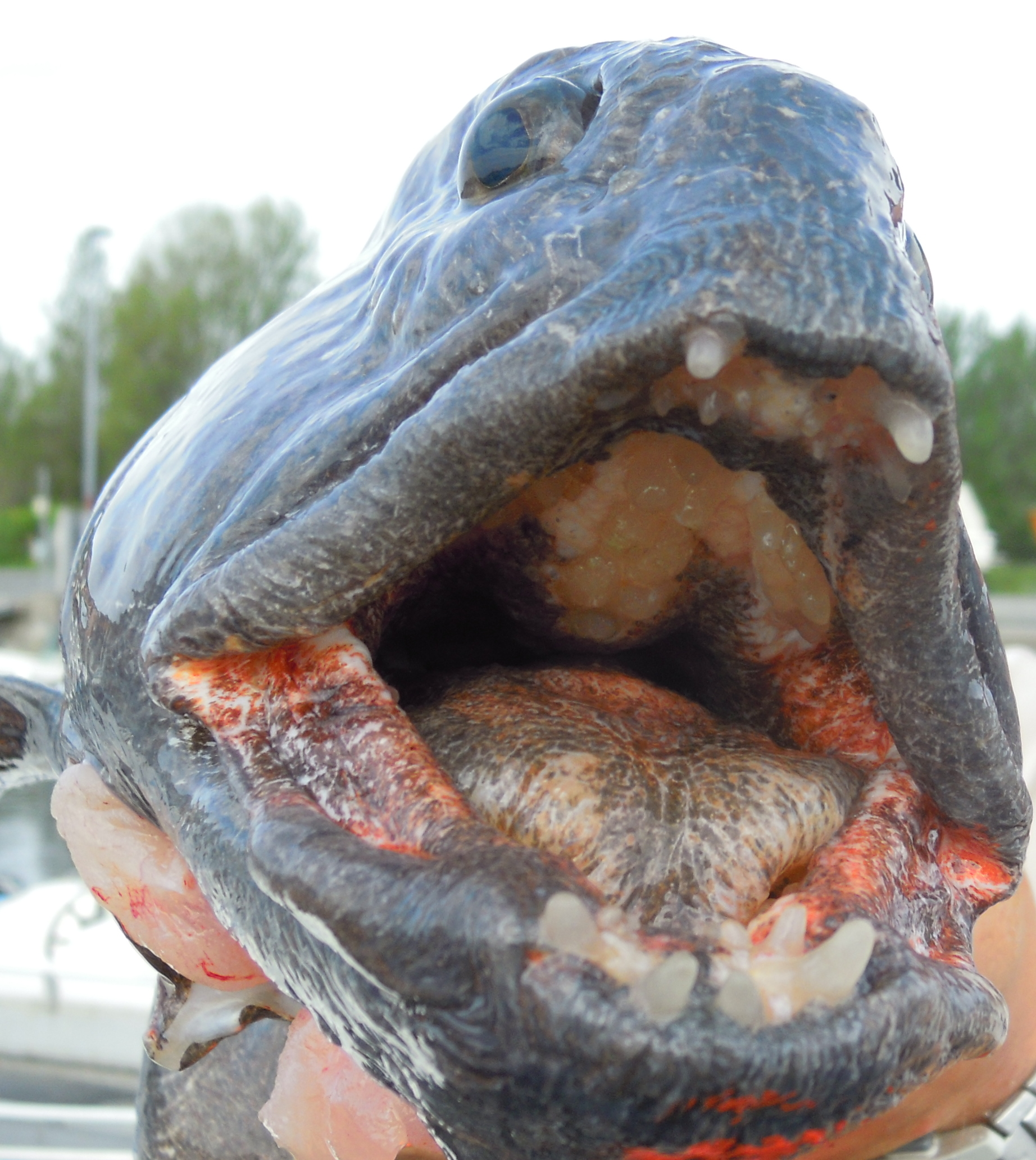
Anarhichas lupus

Els anaricàdids (Anarhichadidae) constitueixen una família de peixos marins pertanyent a l'ordre dels perciformes.

## Etimologia
Del grec anarrhichesis (pujar, l'acció de pujar).

## Descripció
- Cos comprimit, moderadament allargat i de longitud màxima al voltant de 2,5 m en el cas de l'espècie més grossa (Anarrhichthys ocellatus).
- Aleta dorsal llarga, la qual comença al cap, i amb 69-88 espines flexibles en el gènere Anarhichas i 218-250 en Anarrhichthys.
- Aleta anal amb 42-55 radis tous en Anarhichas i 0-1 espines i 180-233 radis tous en Anarrhichthys.
- Aleta caudal separada de la dorsal i de l'anal per un peduncle curt en Anarhichas.
- Aletes pectorals grans, arrodonides i amb 18-24 radis.
- Absència d'aletes pèlviques i de bufeta natatòria.
- Nombre de vèrtebres: de 72-89 fins a 251.
- Un parell d'orificis nasals.
- Escates cicloides, petites i no superposades, o absents.
- 1 o 2 línies laterals de neuromasts superficials.
- La majoria de les seues espècies tenen dents canines i molars fortes per a l'excavació i trituració de cloïsses i d'altres organismes de closca dura.
- Obertures branquials molt separades.[3][4]

## Alimentació
Són depredadors bentònics, els quals es nodreixen d'invertebrats de closca dura (com ara, cloïsses, equinoderms i crustacis).

## Hàbitat i distribució geogràfica
Són peixos principalment demersals, els quals viuen a les aigües fredes (de somes a moderadament fondes) de la plataforma i el talús continentals de l'Atlàntic nord (Spitsbergen, Nova Terra, la mar de Barentsz, la mar de Noruega, la mar Blanca, Escandinàvia, la mar Bàltica, la mar Cantàbrica, la Mediterrània nord-occidental -com ara, el golf de Gènova-, les illes Britàniques, les illes Shetland, les illes Fèroe, Islàndia, Groenlàndia i, ocasionalment, el nord de la mar del Nord i Skagerrak), l'Atlàntic nord-occidental (des de l'Àrtic fins a Nova Escòcia, Terranova, el sud de la península del Labrador, Cap Cod -Massachusetts, els Estats Units- i, rarament, Nova Jersey) i del Pacífic nord (des de Hokkaido -el Japó-, la mar del Japó i la mar d'Okhotsk fins a la mar de Bering, les illes Krenitzin, l'Àrtida canadenca i el sud de Califòrnia).

## Gèneres i espècies
- Anarhichas (Linnaeus, 1758)[57]
  - Anarhichas denticulatus (Krøyer, 1845)[58]
  - Anarhichas lupus (Linnaeus, 1758)[57]
  - Anarhichas minor (Olafsen, 1772)[59][60]
  - Anarhichas orientalis (Pallas, 1814)[61]
- Anarrhichthys (Ayres, 1855)[62]